# دبلیوای‌اس‌پی-۱۴
دبلیوای‌اس‌پی-۱۴ یک ستاره است که در صورت فلکی گاوران قرار دارد.